# Jacques Dimont
Jacques Dimont (Carvin, 2 de febrero de 1945-Aviñón, 31 de diciembre de 1994) fue un deportista francés que compitió en esgrima, especialista en la modalidad de florete. Participó en los Juegos Olímpicos de México 1968, obteniendo una medalla de oro en la prueba por equipos.

## Palmarés internacional
| Juegos Olímpicos | Juegos Olímpicos          | Juegos Olímpicos | Juegos Olímpicos    |
| Año              | Lugar                     | Medalla          | Prueba              |
| ---------------- | ------------------------- | ---------------- | ------------------- |
| 1968             | Ciudad de México (México) | Medalla de oro   | Florete por equipos |